# Быков, Анатолий Николаевич
Анатолий Николаевич Быков (19 июня 1953, Белая Калитва, Ростовская область — 16 мая 2021, Белая Калитва, Ростовская область) — советский футболист, играл на позиции нападающего. Известен выступлениями за ростовские клубы «Ростсельмаш» и СКА. По завершении карьеры игрока — футбольный тренер.

## Биография
Родился в 1953 году в городе Белая Калитва Ростовской области. Во взрослом футболе дебютировал в 1970 году в составе клуба «Орбита» из родного города. В 1972 году вышел с клубом во вторую лигу чемпионата СССР, где отыграл три сезона до 1974 года.
В 1975 году попал в поле зрения клуба СКА (Ростов-на-Дону), вскоре подписал с ним контракт и дебютировал в высшей лиге чемпионата СССР, проведя в основном составе 4 матча по ходу сезона.
Сезон 1976 года начал в составе клуба «Ростсельмаш» выступавшем во второй лиге, сразу же завоевал место в основном составе и в первом сезоне забил 29 мячей в 38 матчах. В 1977 году предпринял вторую попытку перехода в СКА, однако вновь не смог закрепиться в основном составе клуба.
Сезон 1978 года отыграл в составе «Ростсельмаша», вновь став одним из лучших бомбардиров клуба по итогам сезона. В 1979 году перешёл в состав клуба «Заря» (Ворошиловград), выступавшего в высшей лиге, за сезон отыграл 7 матчей забил 1 гол.
С 1979 по 1981 год выступал в составе ставропольского «Динамо», в первом же сезоне помог клубу выйти в первую лигу, стабильно являлся игроком основного состава, много забивал.
С 1982 года и до завершения карьеры игрока в 1985 году выступал в составе «Ростсельмаша». Проведя в составе заводчан совокупно 7 игровых сезонов, сыграв 197 матчей и забив 66 мячей, является шестым бомбардиром за всю историю клуба.
Всего за игровую карьеру в высшей лиге чемпионата СССР провел 11 матчей, забил 1 гол. В первой лиге провел 80 матчей, забил 32 гола. Во второй лиге — 160 матчей, забил 65 голов.
По завершении карьеры игрока занимался тренерской деятельностью, некоторое время тренировал клуб «Калитва» из родного города.